# فيديريكو تينوكو جرانادوس
فيديريكو تينوكو جرانادوس (بالإسبانية: Federico Alberto Tinoco Granados)‏ (و. 1868 – 1931 م) هو سياسي من كوستاريكا ولد في سان خوسيه، كوستاريكا.

## روابط خارجية
- فيديريكو تينوكو جرانادوس على موقع الموسوعة البريطانية (الإنجليزية)